# Aleksej Borisovič Parygin
Aleksej Parygin (in russo Алексе́й Бори́сович Па́рыгин?; Leningrado, 2 dicembre 1964) è un artista russo.
Nel 2010 fondò l'avanguardia artistica chiamata posturbanismo.

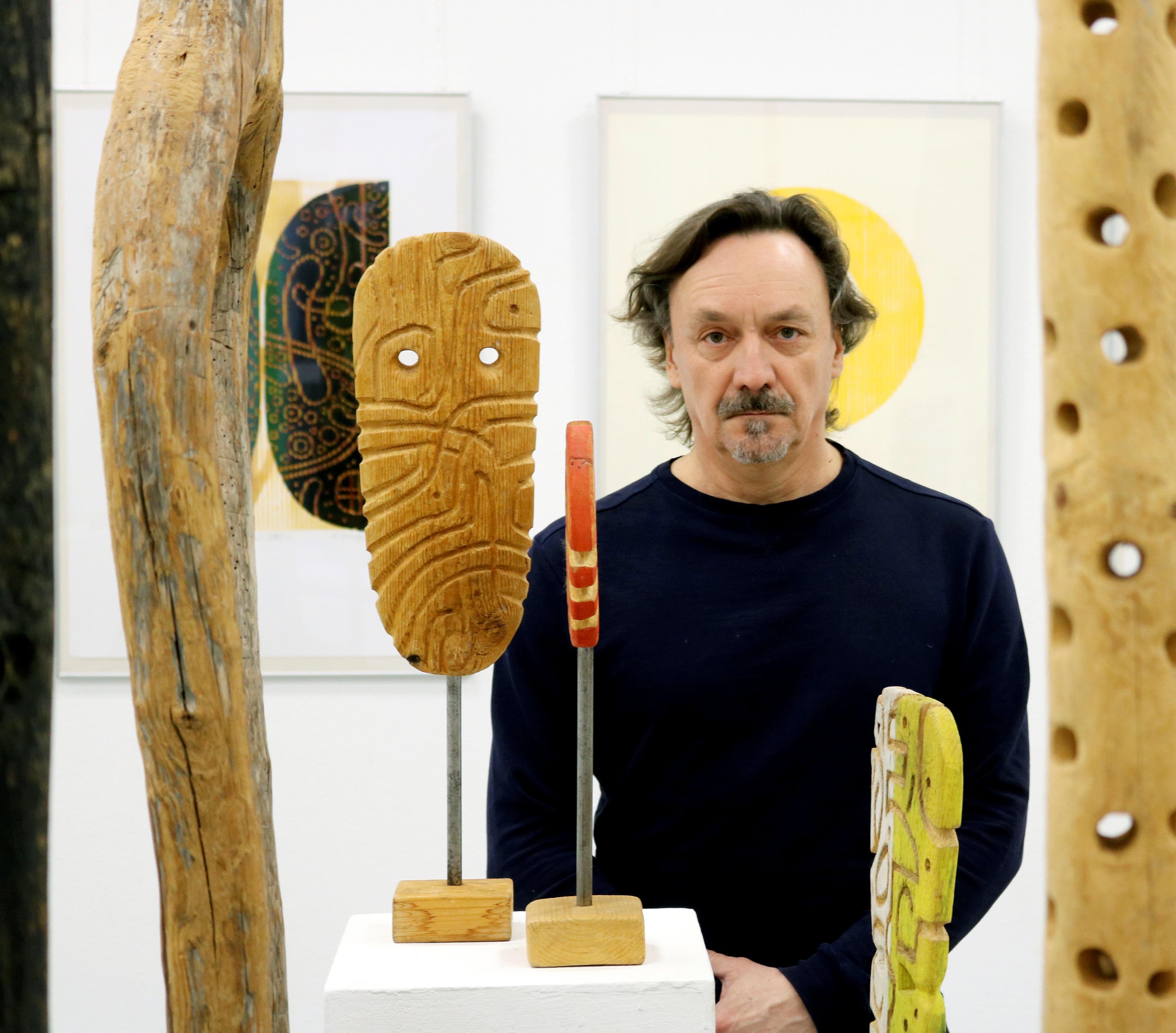
Aleksej Parygin alla sua esposizione. San Pietroburgo. 2023

## Biografia
Aleksej Parygin è il figlio del filosofo russo Boris Parygin.
Laureato presso la facoltà di Grafica dell'Università pedagogica statale di Russia Herzen (1982-1989); ha frequentato lo studio di V. I. Suvorov (1982). È l’organizzatore e membro del gruppo artistico "Union No. 0" (Leningrado, 1986-1989) e del laboratorio creativo "Nevsky-25" (Leningrado, 1987-1990). È membro dell'Unione degli artisti della Russia di San Pietroburgo (dal 1994); della Società di Acquarellisti di San Pietroburgo (dal 1997); dell’Association of Art Critics (dal 2003).
Dalla fine del 1989 si dedica alla realizzazione di libro d'arte con elementi di poesia visiva. Dalla metà degli anni '80 si dedica alle tecniche grafiche stampate quali principalmente la serigrafia, xilografia, litografia, linoleografia e rilievografia su cartone.
Ha un dottorato in storia d'arte esponendo in tesi "Serigrafia come fenomeno dell'arte del XX secolo" (Шелкография как феномен искусства XX века, 2002).
Utilizza tecniche come pittura, collage e grafica nel piccolo formato, sculture in legno sconfinando nell’installazione, nella performance, nell’arte-oggetto e così via.
Dal 2010 sviluppa il concetto utopico della forma d'arte dopo la morte dell'arte "Post-urbanismo".
Esperienza didattica dal 1988:
Università pedagogica statale di Russia Herzen (2020-2021); Università statale di tecnologia e design di San Pietroburgo (2018-2019); Lesotechničeskaja Akademija (2017-2019); Università statale di tecnologia e design di San Pietroburgo (2003-2012); Università dei sindacati umanitari di San Pietroburgo (1995-2001).
Aleksej Parygin vive e lavora a San Pietroburgo.

## Collezioni museali
- British Library. (Londra)[1]

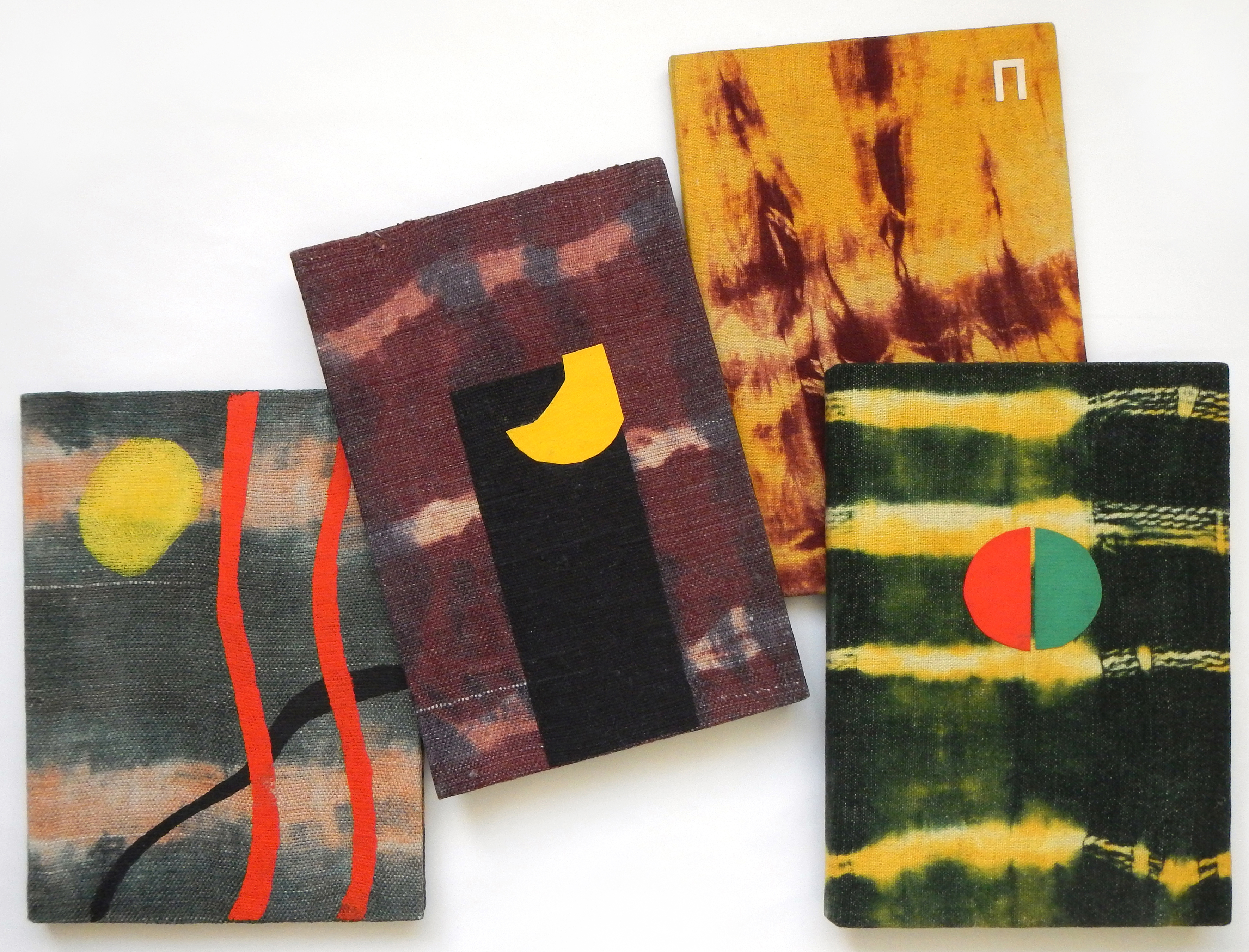
Libri d'artista. 1989-1990

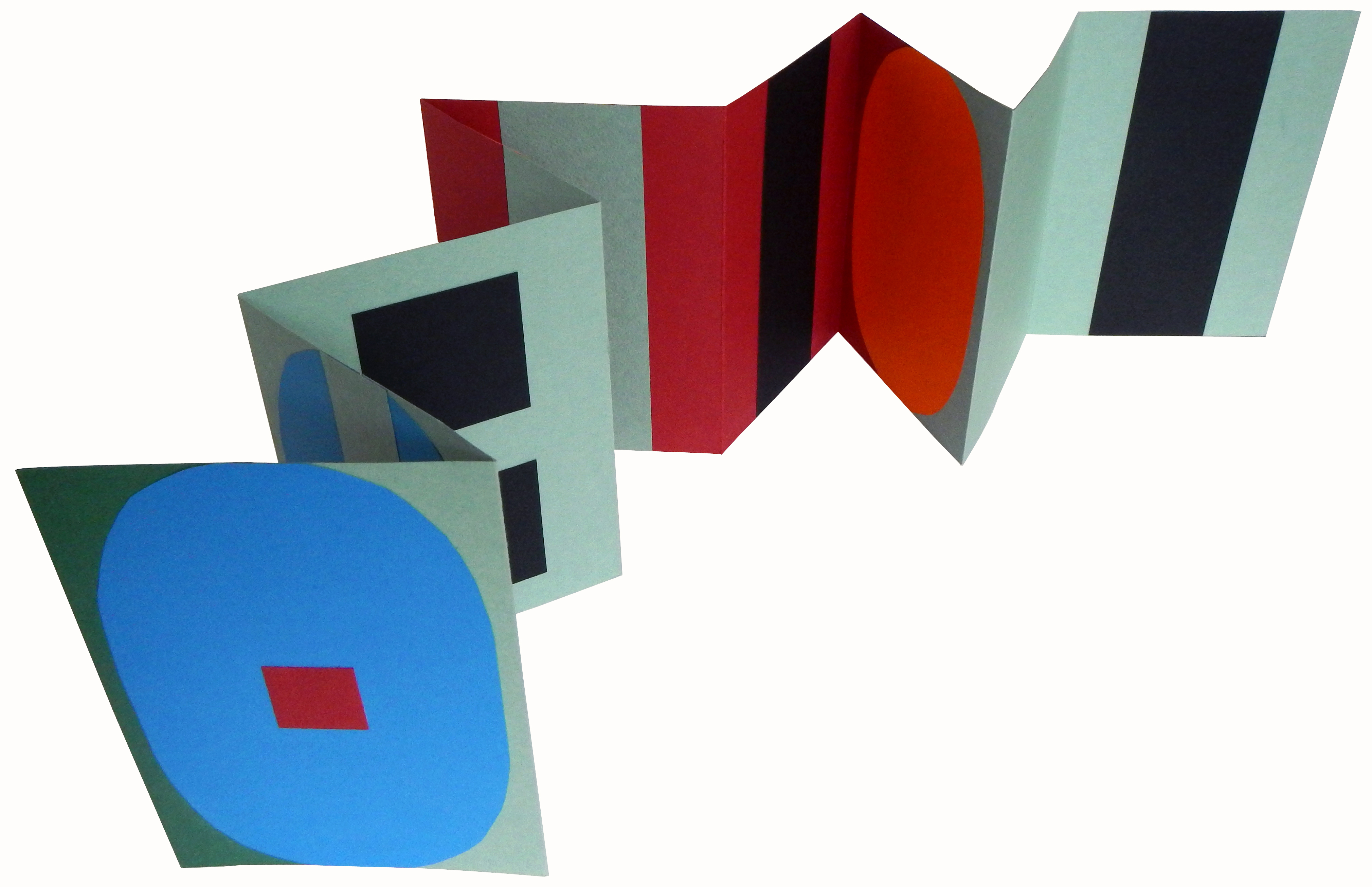
Vector (Omaggio a Bruno Munari). Libro d'arte. 2017. Archivio di Comunicazione Visiva e Libri d’Artista. (Caltanissetta)

- Getty Museum. Getty Research Institute. (Los Angeles).
- Princeton University Library. Rare Books and Special Collections Dept. (New Jersey).[2]
- Van Abbemuseum. Russian book art collection LS (Albert Lemmens & Serge Stommels). (Eindhoven).[3]
- SLUB. (Dresda).[4]
- Biblioteca de Catalunya. Collezione grafica (Barcellona)[5]
- Università di Amburgo. (Amburgo)
- Museo nazionale di Varsavia. (Varsavia)
- Biblioteca nazionale della Lettonia. Collezione di Disegni e Stampe. (Riga)
- Luciano Benetton Collection Imago Mundi. Gallerie delle Prigioni. (Treviso)
- Archivio di Comunicazione Visiva e Libri d’Artista. (Caltanissetta)[6]

- Ermitage. (San Pietroburgo)
- Museo russo. (San Pietroburgo)
- Biblioteca nazionale russa. (San Pietroburgo)
- Museo Puškin delle belle arti. (Mosca)
- Biblioteca di Stato russa. (Mosca)
- Garage Museum of Contemporary Art. (Mosca)
- Museo Statale di Belle Arti della Repubblica del Tatarstan. Collezione grafica. (Kazan')
- Museo delle Belle Arti di Volgograd intitolato a I. Mashkov. (Volgograd)
- Museo d'arte regionale di Murmansk. Collezione grafica. (Murmansk)
- Museo delle Belle Arti di Omsk. Collezione grafica. (Omsk)
- Museo delle Belle Arti del Daghestan intitolato a P. S. Gamzatova. (Machačkala. Daghestan)
- Museo d'arte Nesterov. (Ufa)
- Galleria d'arte statale di Astrachan'. (Astrachan')

## Mostre

### Mostre personali

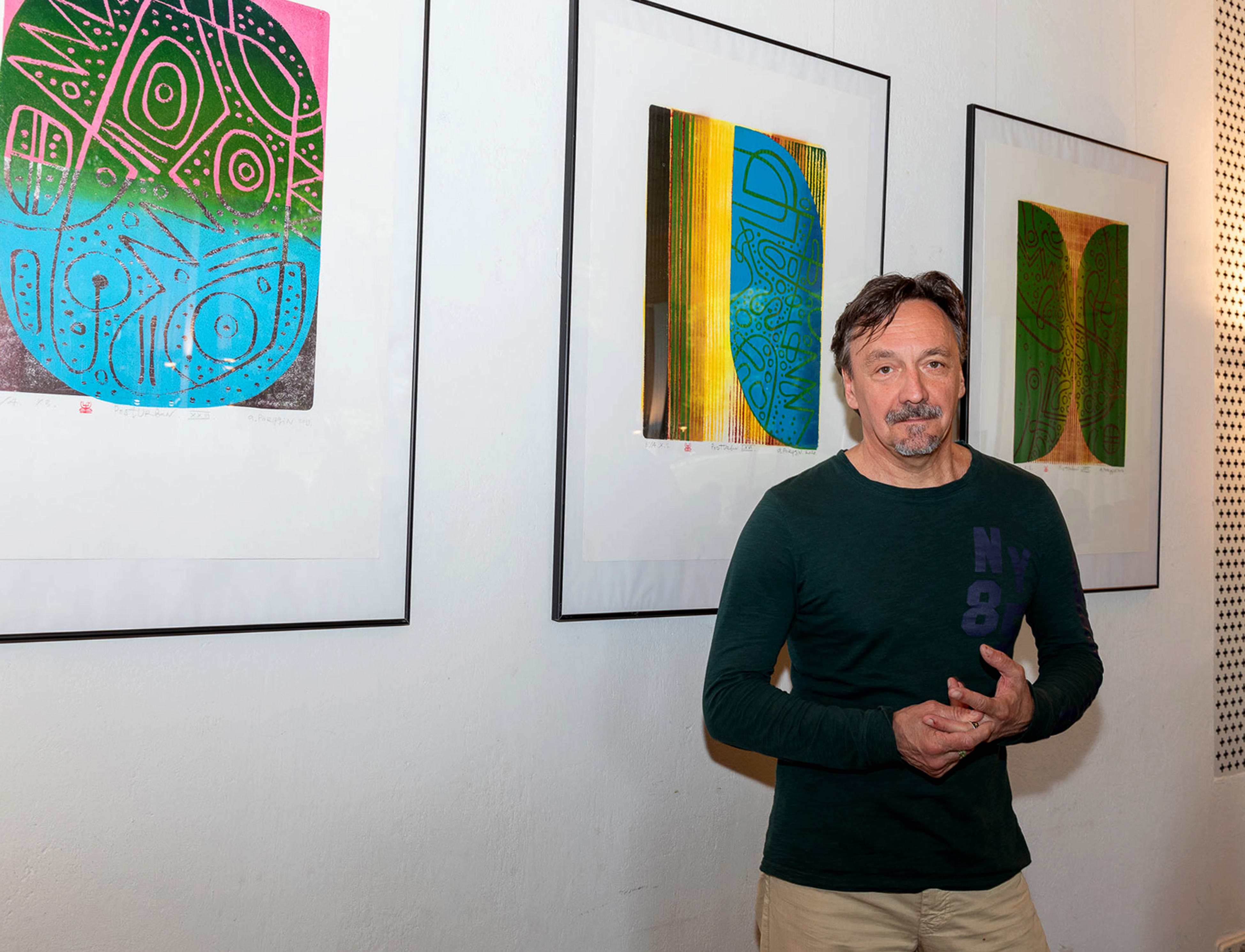
Posturbanismo-Nord-Ovest. Biblioteca Alvar Aalto. Vyborg. 2025

- Aleksej Parygin / Posturbanismo-Nord-Ovest. — Biblioteca Alvar Aalto. Vyborg. 1 — 31 luglio 2025[7].
- PostUrbanJazz. — JFC Jazz Club. San Pietroburgo. 22 dicembre 2023 — 22 febbraio 2024.
- Aleksej Parygin / Clouds. — Vitland Art Village. Baltic Spit. 16—25 maggio 2018.

### Mostre collettive

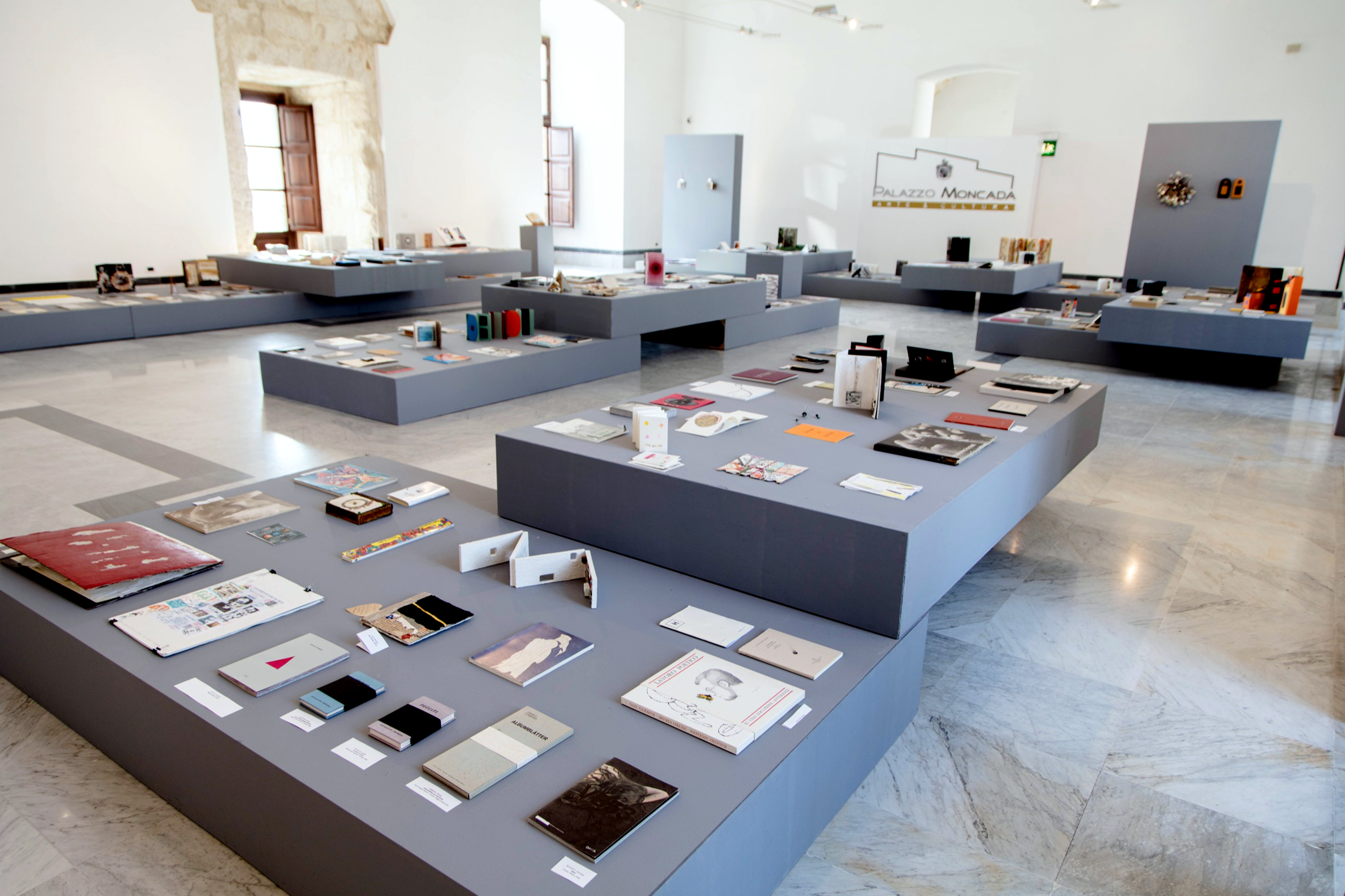
Nuovi corpi nuove forme, Libri d’Artisti — Libri Oggetto. Galleria Civica d'Arte di Palazzo Moncada. Caltanissetta. 2022

- Colore su carta. — Accademia Statale d'Arte di San Pietroburgo intitolata ad A. L. Stieglitz (Sala Grande). San Pietroburgo. 3–17 aprile 2025.
- La storia di una valigia. — Centro espositivo del Museo Russo. Museo d'arte regionale di Murmansk. Murmansk. 27 febbraio – 22 marzo 2025.
- Mostra d'arte sino-russa / Terza Biennale Internazionale di Jinan "L'età della saggezza umana". — Museo d'arte dello Shandong (山东省美术馆). Jinan. (Cina). 20—26 dicembre 2024.
- Triennale Internazionale di Grafica Stampata di Kazan "Vsadnik". — Galleria Nazionale d'Arte "Khazine". Museo Statale di Belle Arti della Repubblica del Tatarstan. Kazan. 3 ottobre 2024 – 19 gennaio 2025.
- Da(r)shak: A Decade of IPEP. — Galleria d'arte e Museo della Città, Chandigarh. 12 febbraio — 31 maggio 2024.
- XIV Mostra panrussa "Russia". — Nuova Galleria Tret'jakov. Mosca. 6—25 febbraio 2024.
- Libro d'artista contemporaneo. — Dipartimento di Stampe e Fotografie della Biblioteca nazionale russa. San Pietroburgo. 4 dicembre 2023 — 28 febbraio 2024.
- Da(r)shak: A Decade of Printmaking & Viewership. — Museo del Bihar. Patna. India. 20 ottobre — 19 novembre 2023.
- Sixième biennale internationale de poésie visuelle d’Ille sur Tet Catalogne nord. — Ille-sur-Têt. Francia. 20 giugno – 1 luglio 2023.
- Al di là della guerra. Mostra collettiva di arte russa contemporanea. — Fondazione Sormani Prota – Giurleo. Sormano. 2022[8].
- Quel sottile filo rosso che sorresse il mondo. — Galleria Lineadarte Officina Creativa. Napoli. 2022[9].
- Nuovi corpi nuove forme, Libri d’Artisti — Libri Oggetto (Dalla collezione Archivio di Comunicazione Visiva e Libri d’Artista). — Galleria Civica d'Arte di Palazzo Moncada. Caltanissetta. 2022.[10]
- 5ª Bienal Internacional de Gravura „Lívio Abramo“. — Casa da Cultura Luiz Antonio Marinez Corrêa. Araraquara. 2018 — 2019.
- OSTEN Biennial of Drawing. — National Gallery of Macedonia — Chifte Hammam. Skopje. Macedonia del Nord. 2018
- E'CARTA Mini carte contemporanee. — MAiO Museo dell’Arte in Ostaggio e delle grafiche visionarie. Cassina de' Pecchi. 2018.
- Il PIACERE NEI LIBRI rassegna di arte erotica dagli ex libris ai libri d’artista. — Maschio Angioino. Napoli. 2018.[11]
- Sculture da Viaggio — omaggio a Bruno Munari. — Museo regionale interdisciplinare di Caltanissetta. Caltanissetta. 2017[12][13].
- Die Verwandlung. 25 Jahre russische Künstlerbücher. — Staats- und Universitätsbibliothek Hamburg. Amburgo. 2013 — 2014.
- Latvijas Nacionālās bibliotēkas grafikas jaunieguvumi (gravīras, grāmatu plates, zīmējumi): 2010-2011. — Biblioteca nazionale della Lettonia. Riga. 2012.[14]
- V Bienal Internacional de la Acurela. — Città del Messico. 2002 — 2003.
- Leningrado, storia, persone (mostra della gioventù repubblicana). — Sala espositiva dell'Unione degli Artisti di Russia a Okhta. Leningrado. Giugno 1988.

## Opere

### Monografie di Aleksej Parygin

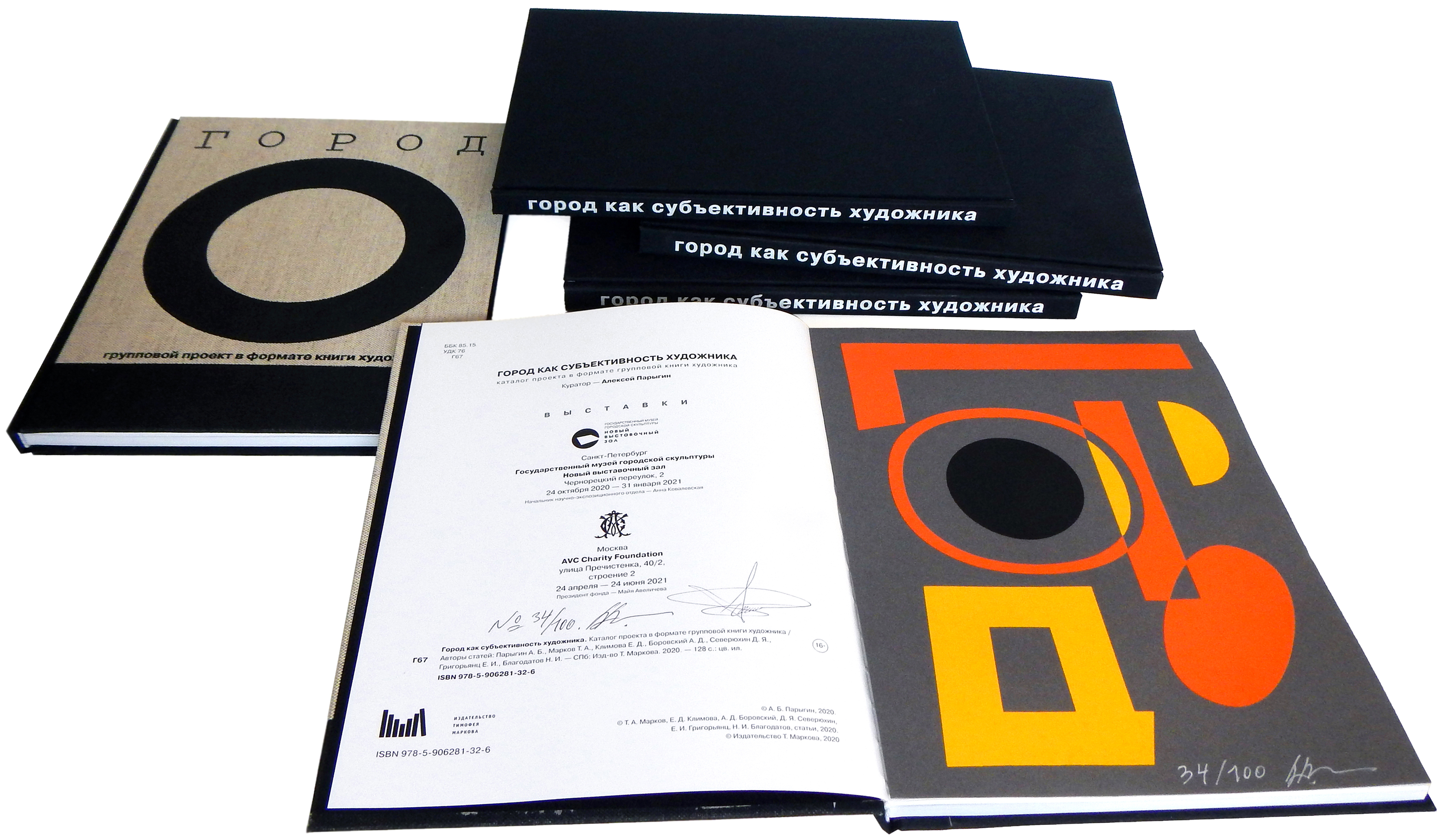
Una città come soggettività d'artista. (Город как субъективность художника). 2021

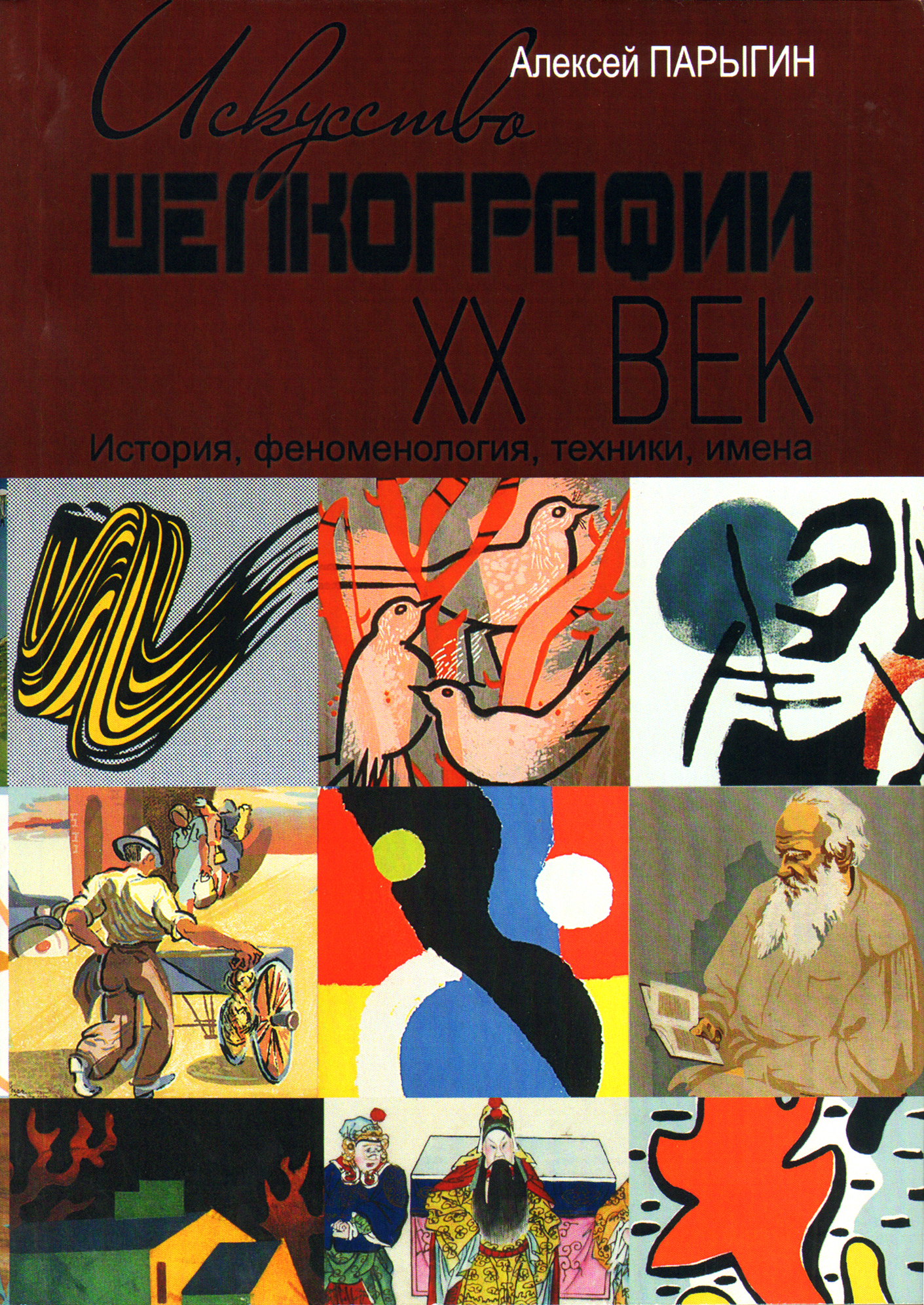
L'arte della serigrafia. XX secolo. Storia, fenomenologia, tecniche, nomi. (Искусство шелкографии. XX век). 2010

- (RU)  Парыгин А. Б. Искусство шелкографии. XX век. История, феноменология, техники, имена. — СПб.: СПб ГУТД, 2010. — 304 с. — ISBN 978-5-7937-0490-8[15]
- (RU)  Парыгин А. Б. Шелкография как искусство. Техника, история, феноменология, художники. — СПб.: СПб ГУТД, 2009. — 261 с. — ISBN 978-5-7937-0397-0

### Articoli di Aleksej Parygin
- (RU)  Парыгин А. Б. Искусство как бизнес или что есть искусство? В сб.: Экономика VS Искусство. Альманах Центра экономической культуры. — М.-СПб.: Изд-во Института Гайдара; Центр экономической культуры, 2024. — 360 с. — С. 167—176. ISBN 978-5-93255-651-1
- (RU)  Парыгин А. Б. Постурбанизм — терминологический аспект // Петербургские искусствоведческие тетради, выпуск 75, СПб.: АИС, 2023. — С. 175—178. ISBN 978-5-906442-40-6
- (RU)  Парыгин А. Богема (записки художника) // Волга, Саратов. 2022, № 7-8 (499). — С. 138—145.[16]
- (EN)  Parygin Al. A City as an Artist's Subjectivity / Artist’s Book Yearbook 2022-2023. Edited by Sarah Bodman. Bristol: CFPR (Centre for Fine Print Research). University of the West of England, 2022. 292 pp.
- (RU)  Парыгин А. Б. Постурбанизм как гипотеза // Петербургские искусствоведческие тетради, выпуск 68, СПб.: АИС, 2022. — С. 255-259. ISBN 978-5-906442-32-1
- (RU)  Парыгин А. Б. Созерцание денег (авторский комментарий к проекту) // Петербургские искусствоведческие тетради, выпуск 68, СПб.: АИС, 2022. — С. 260-265. ISBN 978-5-906442-32-1
- (EN) "A City as the Artist's Subjectivity" is an Artist is a large Russian project... // Book Arts Newsletter. No. 140. 2021, July — August. P. 46-48. pdf (PDF), su bookarts.uwe.ac.uk, ISSN 1754-9086 (WC · ACNP). URL consultato il 22 febbraio 2022 (archiviato l'11 febbraio 2022).
- (RU)  Парыгин А. Б. Печатная графика между «вчера» и «завтра» // Вст. ст. каталога «Печатная графика Санкт-Петербургских художников». СПб.: СПб СХ. 2020. — 192 с., С. 3—8.
- (RU)  Парыгин А. Б. Искусство авангарда в системе обучения студентов-средовиков. В сб.: Три века поисков и достижений. Отечественное искусство XVIII–XX веков. — М.: БуксМАрт, 2020. — 184 с. — С. 133-136. ISBN 978-5-907043-50-3
- (FR)  Paryguine А. Idée et Manifeste [Posturbanisme] // Revue Trakt. Nu. 6; Juin 2018. Paris. Pp. 26–28.
- (DE)  Parygin A. B. Ljukšin, Jurij; Ljagačev, Oleg / Allgemeines Künstlerlexikon Die Bildenden Künstler aller Zeiten und Völker. Walter de Gruyter. Band 85. 2015, 540 S. ISBN 978-3-11-023190-8
- (DE)  Parygin A. B. Lapšin, Nikolaj; Kuindži, Archip / Allgemeines Künstlerlexikon Die Bildenden Künstler aller Zeiten und Völker. Walter de Gruyter. Band 82. 2014, 539 S. ISBN 978-3-11-023187-8
- (DE)  Parygin A. B. Konasevic, Vladimir; Korolcuk, Andrej; Kopylkov, Michail; Kofanov, Nikolaj / Allgemeines Künstlerlexikon. Walter de Gruyter. Band 81. 2013, 540 S. ISBN 978-3-11-023186-1
- (DE)  Parygin A. B. Koselochov, Boris; Kovencuk, Georgij; Kovalskij, Sergej / Allgemeines Künstlerlexikon. Walter de Gruyter. Band 80. 2013, 540 S. ISBN 978-3-11-023185-4
- (DE)  Parygin A. B. Konasevic, Vladimir; Korolcuk, Andrej; Kopylkov, Mikhail; Kofanov, Nikolaj / Allgemeines Künstlerlexikon Die Bildenden Künstler aller Zeiten und Völker. Walter de Gruyter. Volume 81. 2013, 540 p. ISBN 978-3-11-023186-1

### Cataloghi della mostra

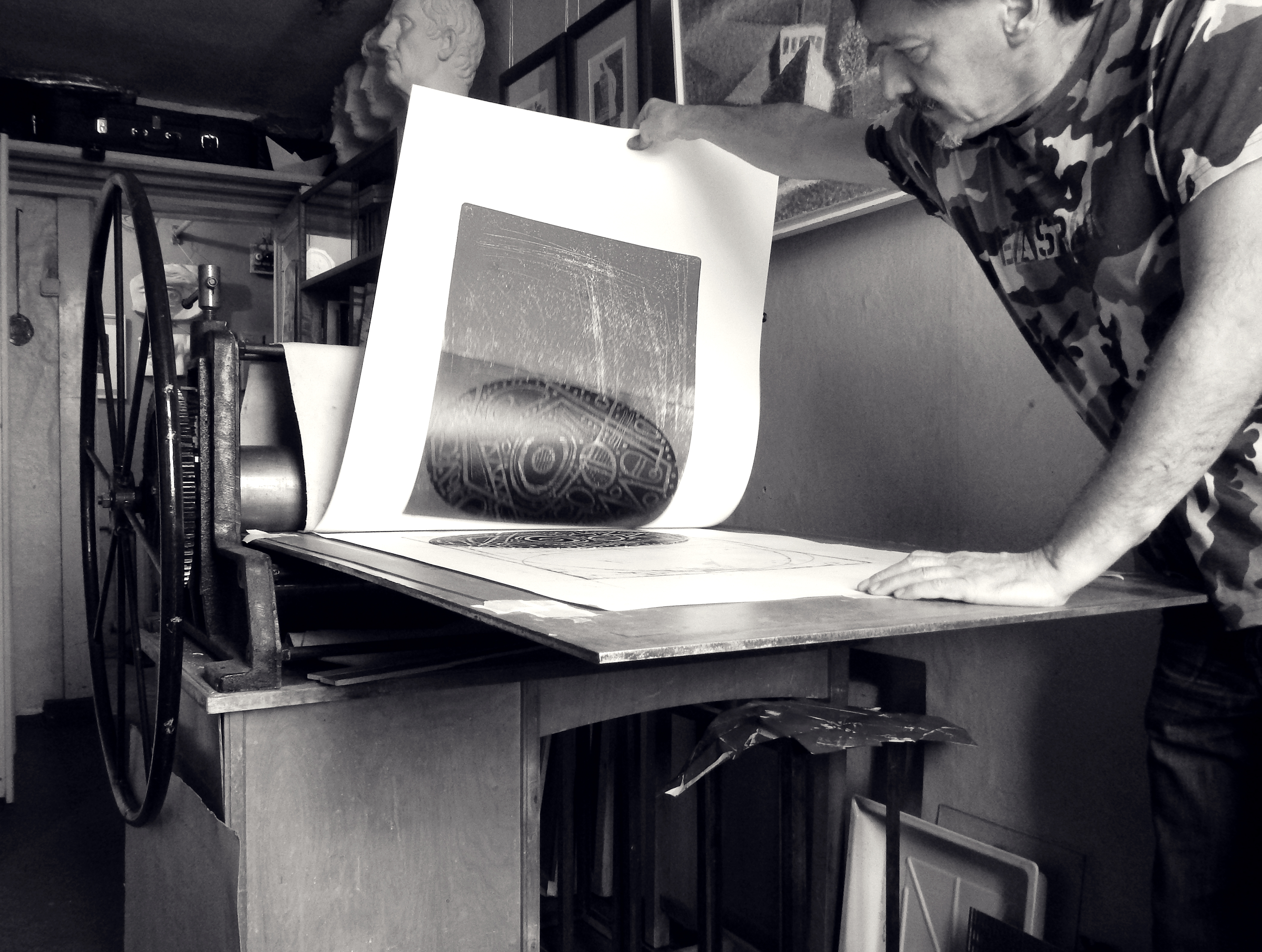
Artista's studio con l'artista al lavoro. 2019

- (FR)  Nuire № 11. Sixième biennale internationale de poésie visuelle d’Ille sur Tet Catalogne nord // Catalog. Ille sur Tet. — 2023. — 100 p. ISSN 2553-4831[17]
- (LV)  Kolekcija. Iespiedgrafika Latvijas Nacionālās bibliotēkas Mākslas krājumā / Mākslas krājumā. Dmitrijs Zinovjevs, Mārtiņš Mintaurs, Anda Boluža. Rīga: Biblioteca nazionale della Lettonia. — 2022. — 230 lpp. ISBN 9789934610240
- (RU)  (EN)  Кубачинская башня III Международная биеннале печатной графики «Кубачинская башня»: Каталог. Авт. вст. ст.: Ханмагомедов Ю., Сергеев А. Махачкала: ИЦ Мастер. — 2022. — 224 с. — С. 115, 190. ISBN 978-5-6047121-2-2
- (IT)  Quel Sottile filo Rosso che sorresse il mondo // VentiPerVenti. Catalogo. Napoli: Lineadarte, 2022. — 180 p. — P. 113.
- (RU)  (EN)  (IT)  Imago Mundi/ Beyond the Black square. Contemporary Artists from St. Petersburg. Texts: Luciano Benetton, Liliana Malta, Gleb Ershov. — Treviso: Antiga Edizioni, 2021. — 480 pp. — P. 308-309. ISBN 978-88-8435-135-7[18][19]
- (RU)  III Международная триеннале современной графики в Новосибирске. Новосибирский государственный художественный музей. Новосибирск. 16 сентября — 14 ноября 2021[20]
- (RU)  (EN)  Город как субъективность художника. Групповой проект в формате книги художника/ Каталог. Авт. вст. статей: Парыгин А. Б., Марков Т. А., Климова Е. Д., Боровский А. Д., Северюхин Д. Я., Григорьянц Е. И., Благодатов Н. И.. Под общей редакцией Парыгина А. Б. — СПб: Изд. Т. Маркова. — 2020. — 128 с. ISBN 978-5-906281-32-6
- (RU)  (EN)  The Looking Glass and Through It. International art project. Catalog / Зеркала и зазеркалье. Международный выставочный проект. Каталог. МИСП. Авт. вст. статей: Толстая О., Шакирова Л., Пацюков В., Ипполитов А. СПб: НП-Принт. — 2020. — 208 с.
- (RU)  4-я Казанская международная биеннале печатной графики "Всадник". Каталог / Авт. вст. ст. О. Л. Улемнова. Казань: Заман. — 2019. — 128 с. ISBN 9785442801408
- (RU)  IX Международная выставка Уральской триеннале печатной графики. Каталог / Авт. сост. И. Н. Оськина. Уфа. — 2019. — 216 с.
- (EN)  (KA)  Artisterium XII. Artisterium On the Road // Catalog (7 notebooks in the cover). Tbilisi: Artisterium. — 2019.[21]
- (FR)  Nuire № 5. Quatrième biennale internationale de poésie visuelle d’Ille sur Tet Catalogne nord // Catalog. Ille sur Tet. — 2019. — 95 p. P. 82.
- (PT)  5ª Bienal Internacional de Gravura "Lívio Abramo" // Catalog. Araraquara/SP. — 2019. — 23 p.[22]
- (EN)  (MK)  OSTEN BIENNIAL of DRAWING Skopje 2018 // Catalog. Skopje: Остен музеј на цртеж — 2018. — 224 р. ISBN 978-608-4837-04-6[23]
- (EN)  MicroMacroCosm // Catalog. Mumbai. IPEP — 2018. — 24 p.
- (IT)  Il PIACERE NEI LIBRI rassegna di arte erotica dagli ex libris ai libri d’artista // Catalogo Biennale del libro d’artista IV Edizione. Napoli: Lineadarte, 2018. — 180 p.
- (EN)  Third International Printmaking Biennial in Cacak // Catalog. Cacak. — 2018. — 105 р.[24]
- (EN)  (HR)  “17. INTERBIFEP” Mezinárodní bienále festivalu portrétu // Catalog. Tuzla: Mezinárodní portrétní galerie Tuzla. — 2018. — 186 p.[25]
- (DE)  Die Verwandlung. 25 Jahre russische Künstlerbücher 1989—2013. LS collection Van Abbemuseum Eindhoven. Antje Theise, Klara Erdei, Diana Franssen. Eindhoven, 2013. — 120 p.[26]
- (ES)  V Bienal Internacional de la Acurela. Articolo introduttivo: Dr. Gerardo Estrada, A. Guati Rojo. Mexico, 2002. — 88 p.
- (RU)  II-й Международный фестиваль экспериментальных искусств и перформанса/ Каталог. Авт. вст. ст.: Л. Скобкина. СПб: ЦВЗ Манеж, 1998. — 63 с.
- (RU)  Равноденствие// Буклет к выставке на Невском 20. — Автор вступит. ст. Юдина Т. К. Галерея ТСХ. СПб., 1991.

## Galleria d'immagini

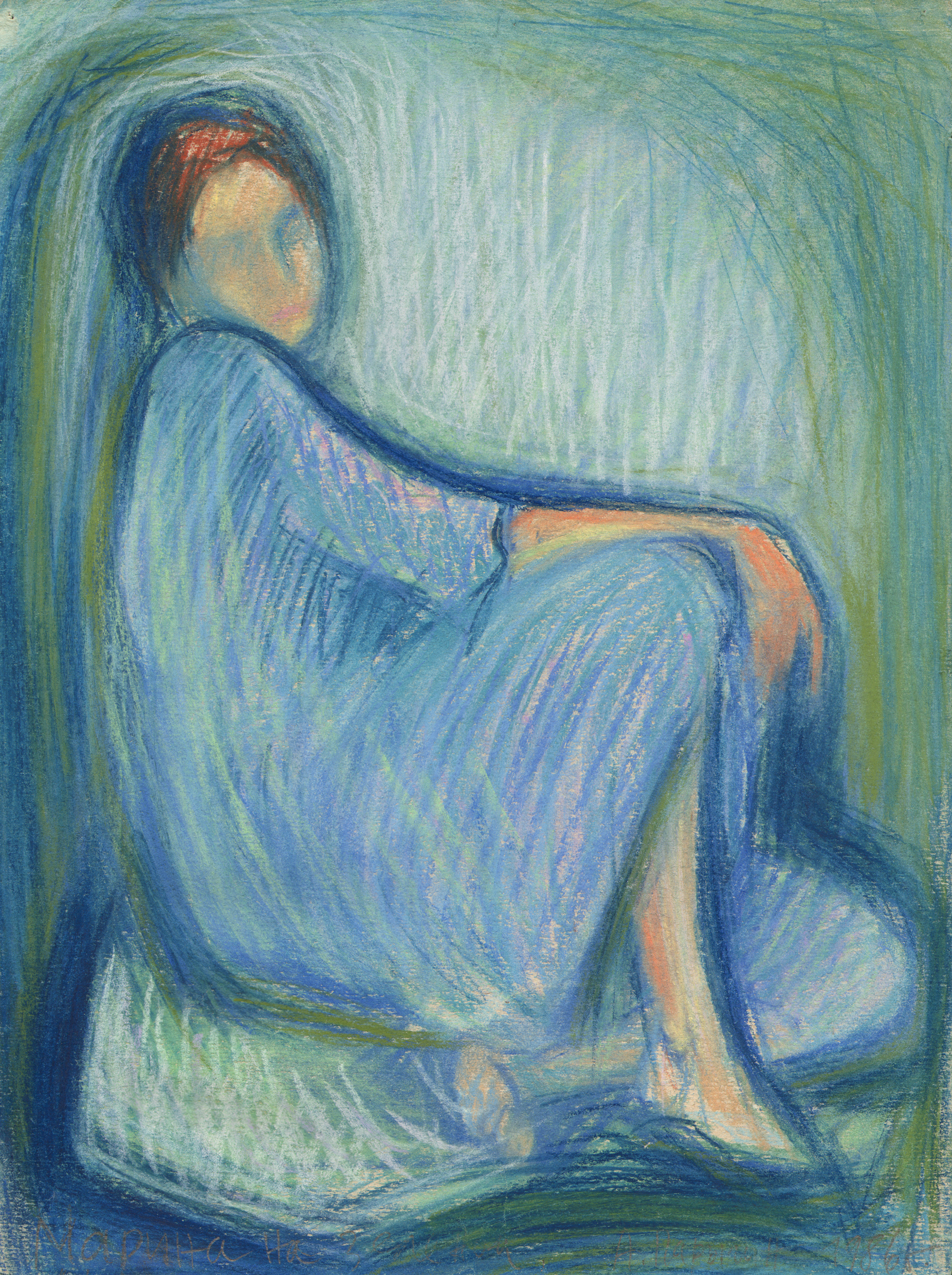
Marina sul verde. 1986, pastello
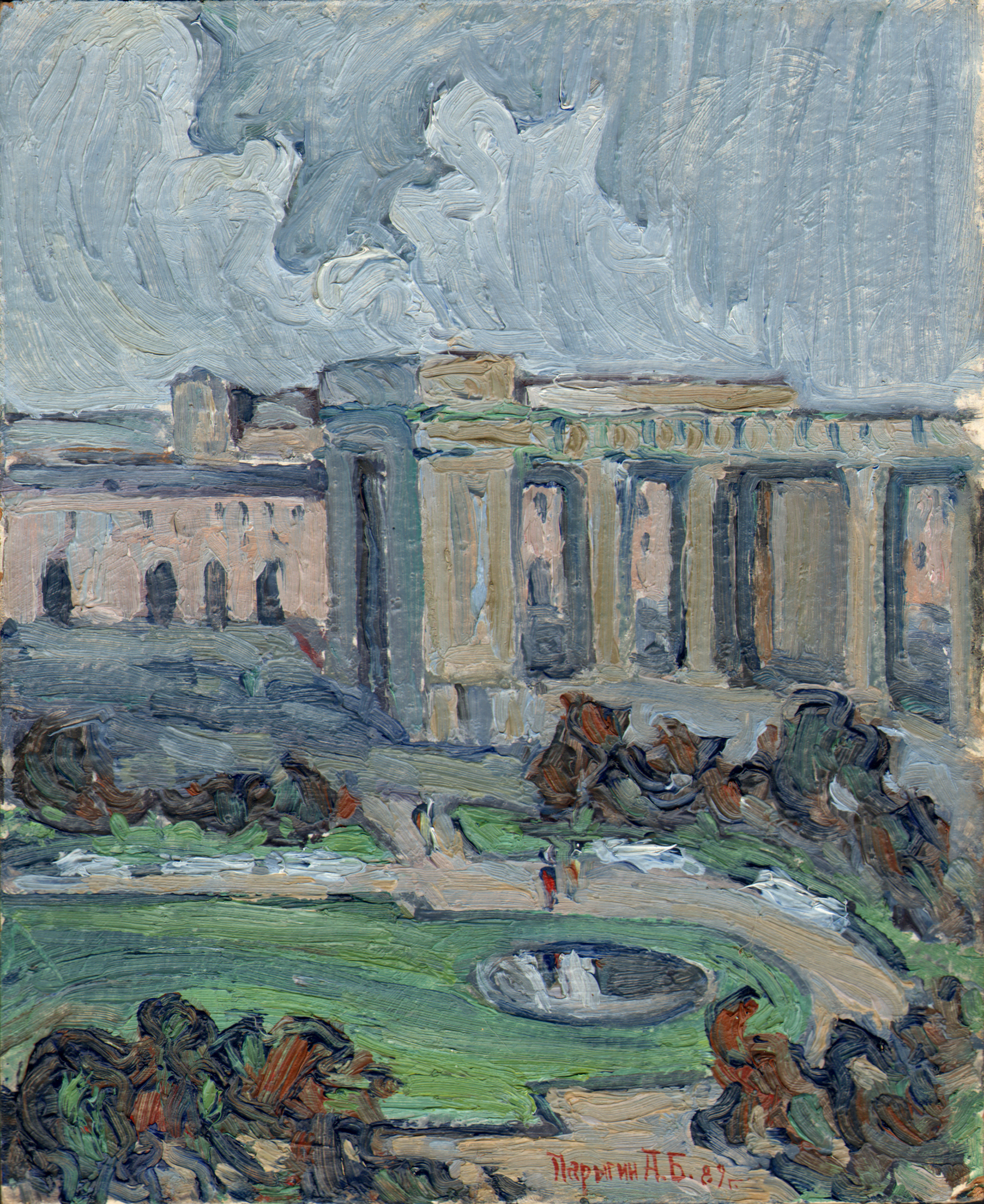
Cattedrale di Kazan' dalla finestra del l'atelier del pittore. 1989, olio su cartone
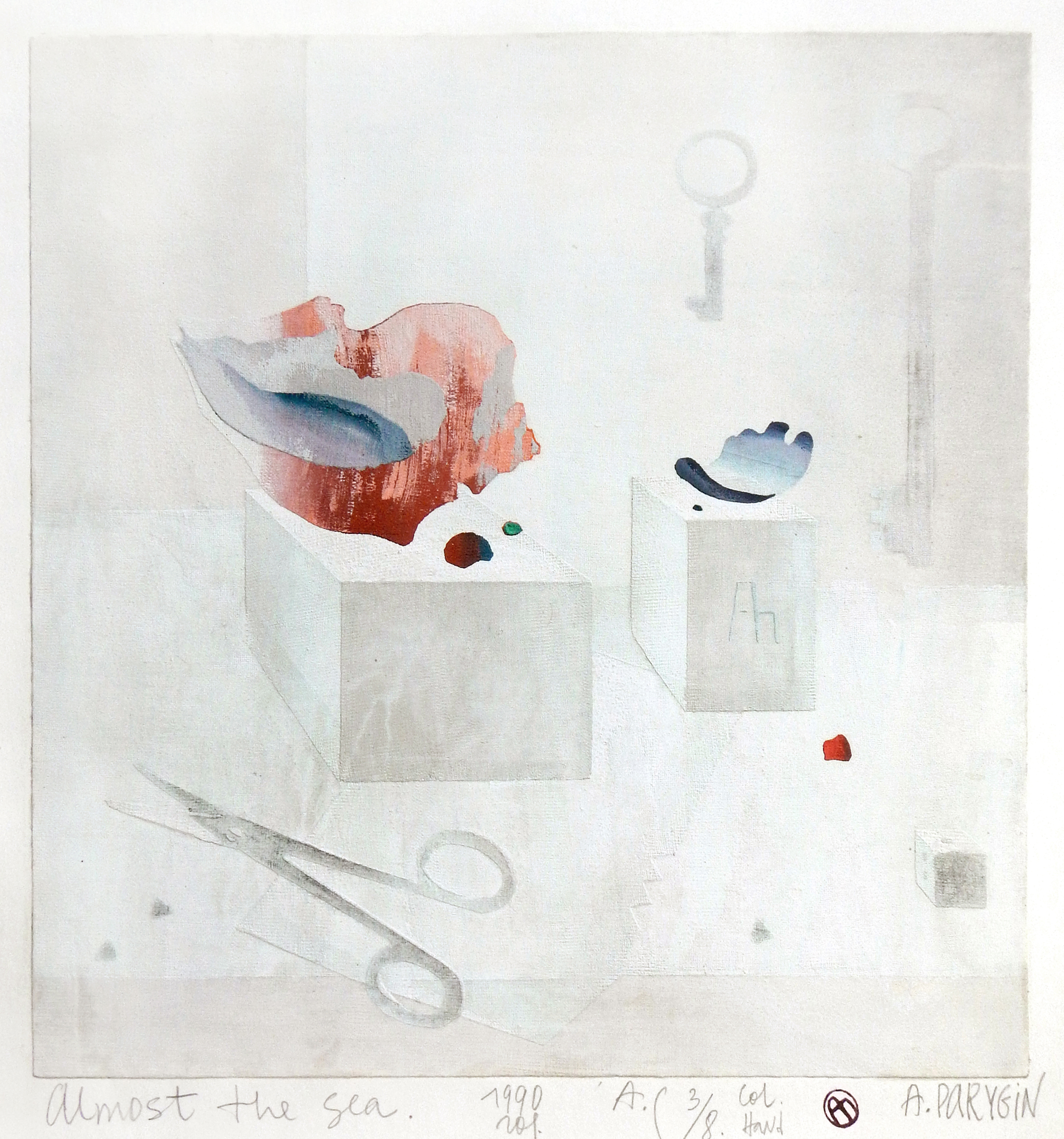
Quasi il mare. 1990, serigrafia
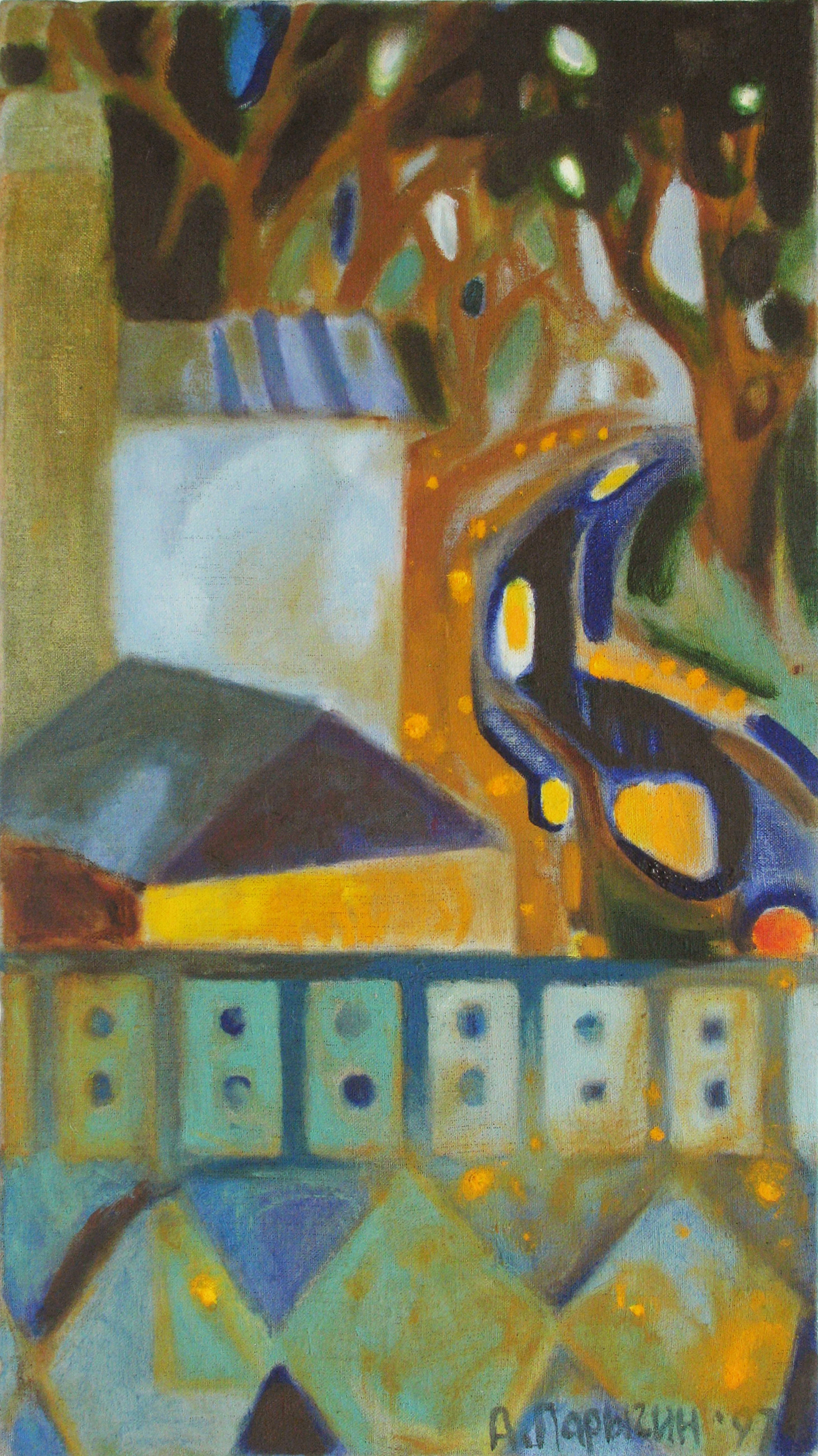
Paesaggio romantico. 1997, olio su tela
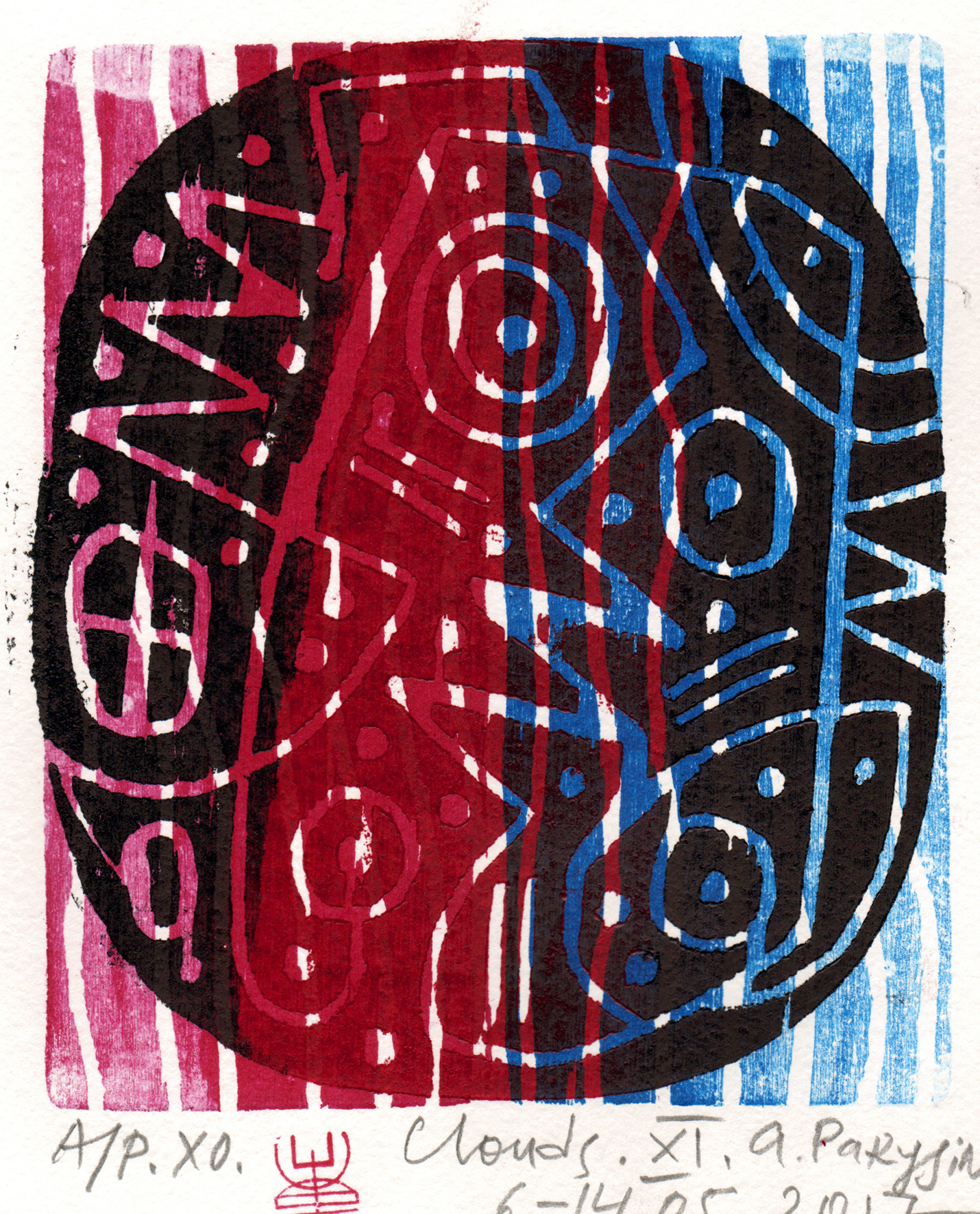
Nuvole-ХI. 2017, xilografia
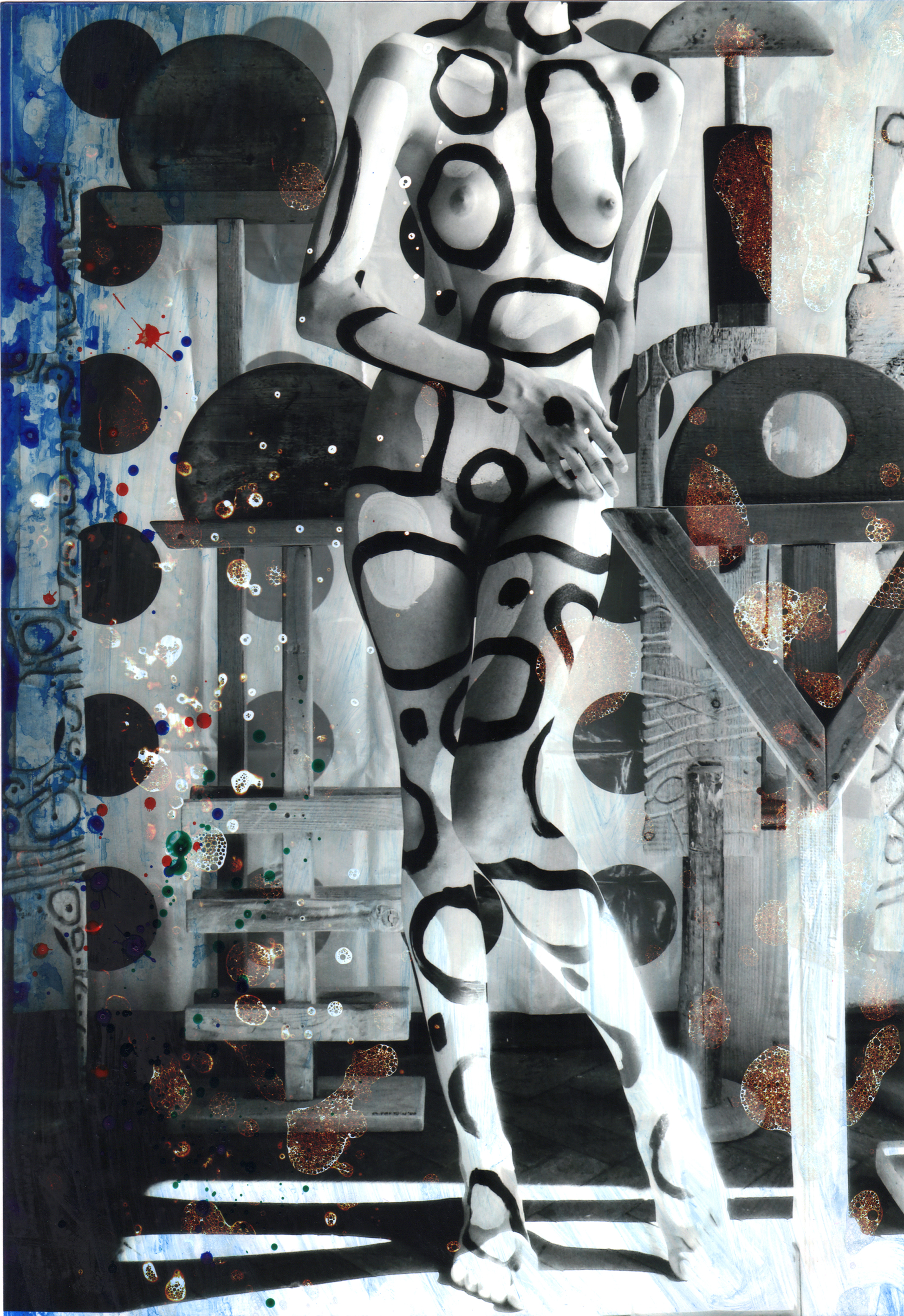
Venere Posturbana. 2018, Tecnica mista
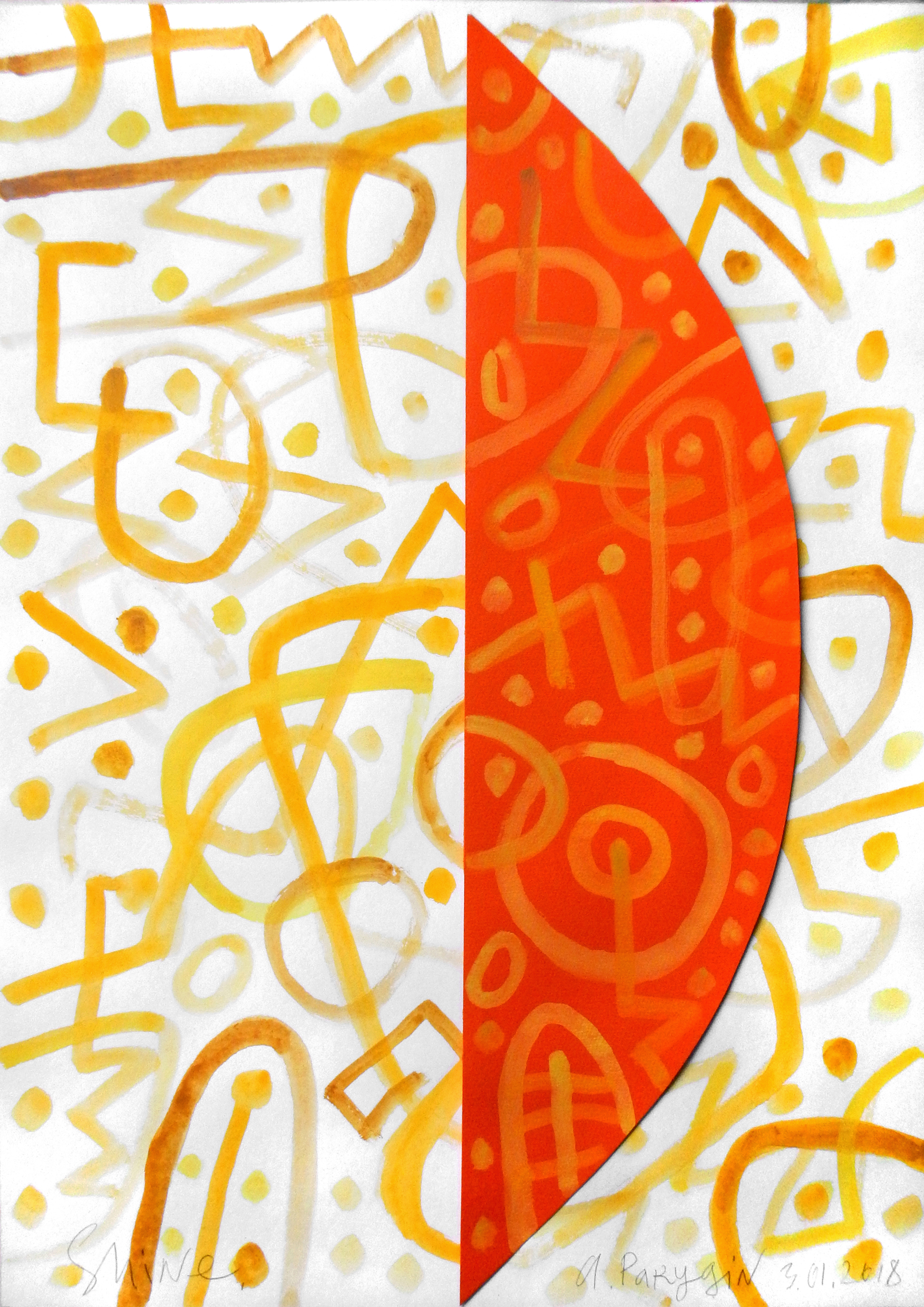
Risplendere. 2018, acquerello
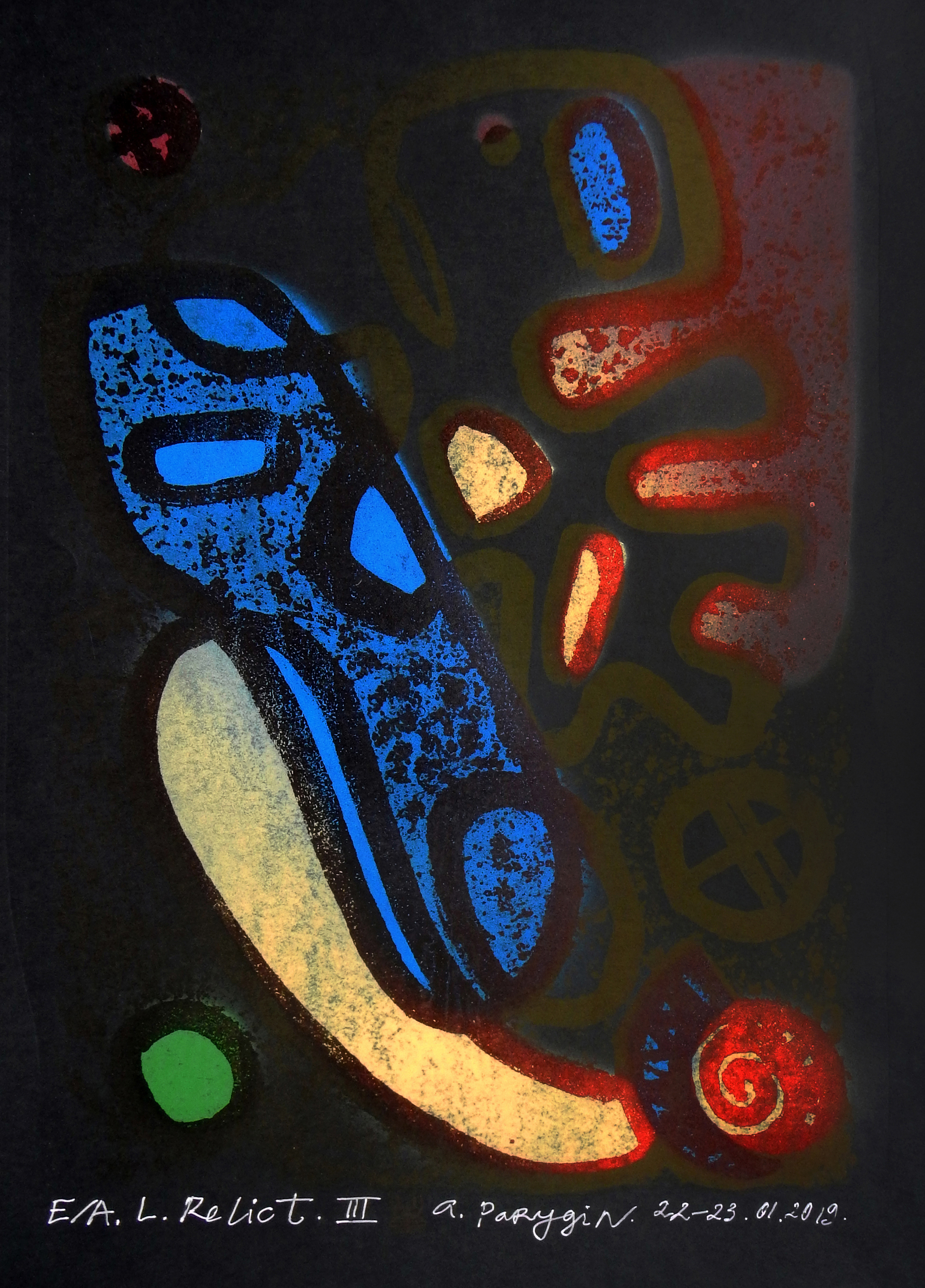
Relict III. 2019, litografia
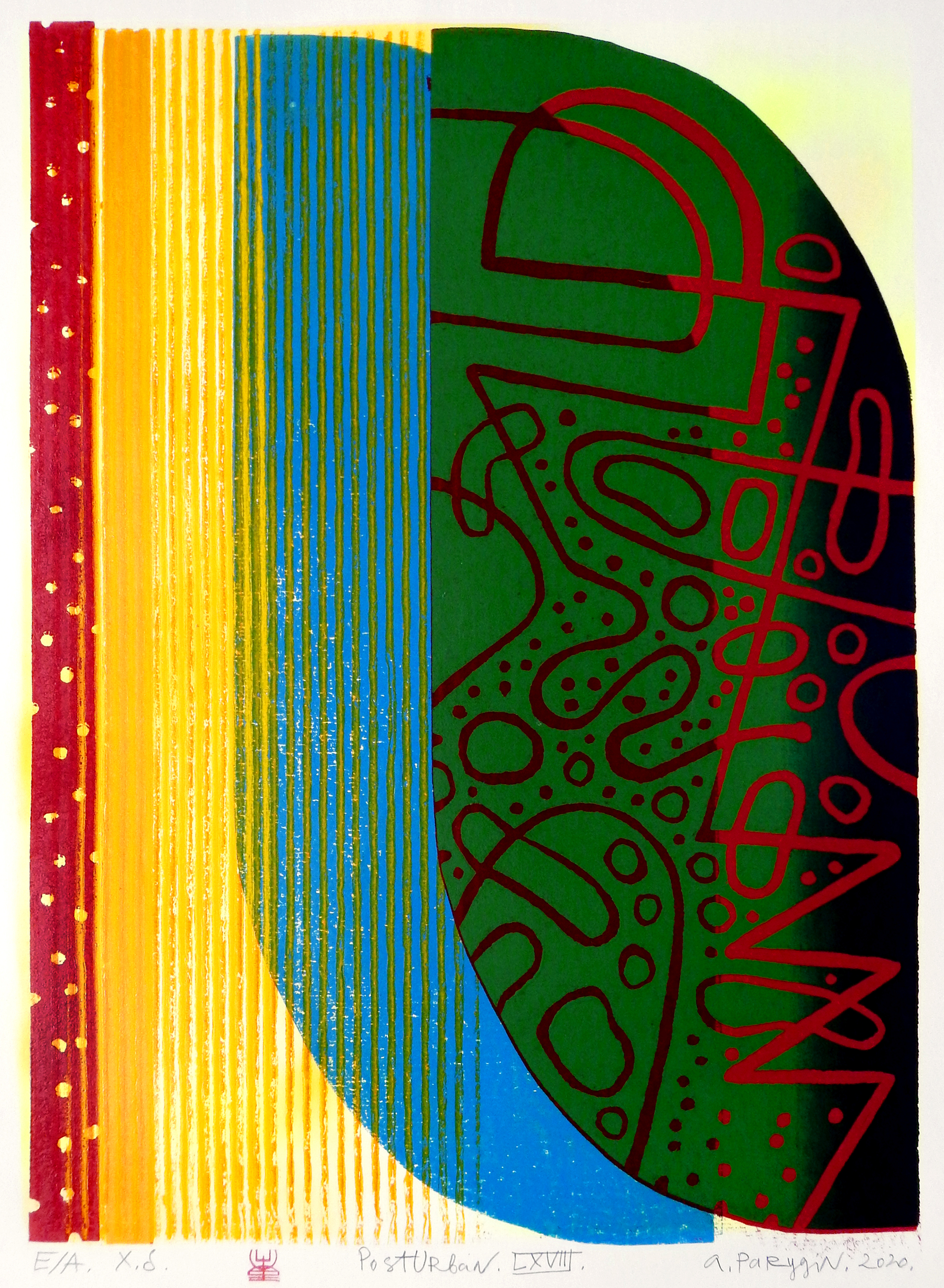
PostUrban-LXVIII. 2020, linoleografia